# 제상수
제상수(帝像手 라틴어: Imaginifer 이마기니페르[*])란 고대 로마에서 로마 황제의 얼굴이 새겨진 부조 동상이 부착된 장대를 들고 다니는 자를 말한다. 제상수는 아우구스투스 황제 치하에서 코호트(로마 보병대) 정식 계급의 하나가 되었다.

## 같이 보기
- 거기수